# Kellyville Kangerlussuaq

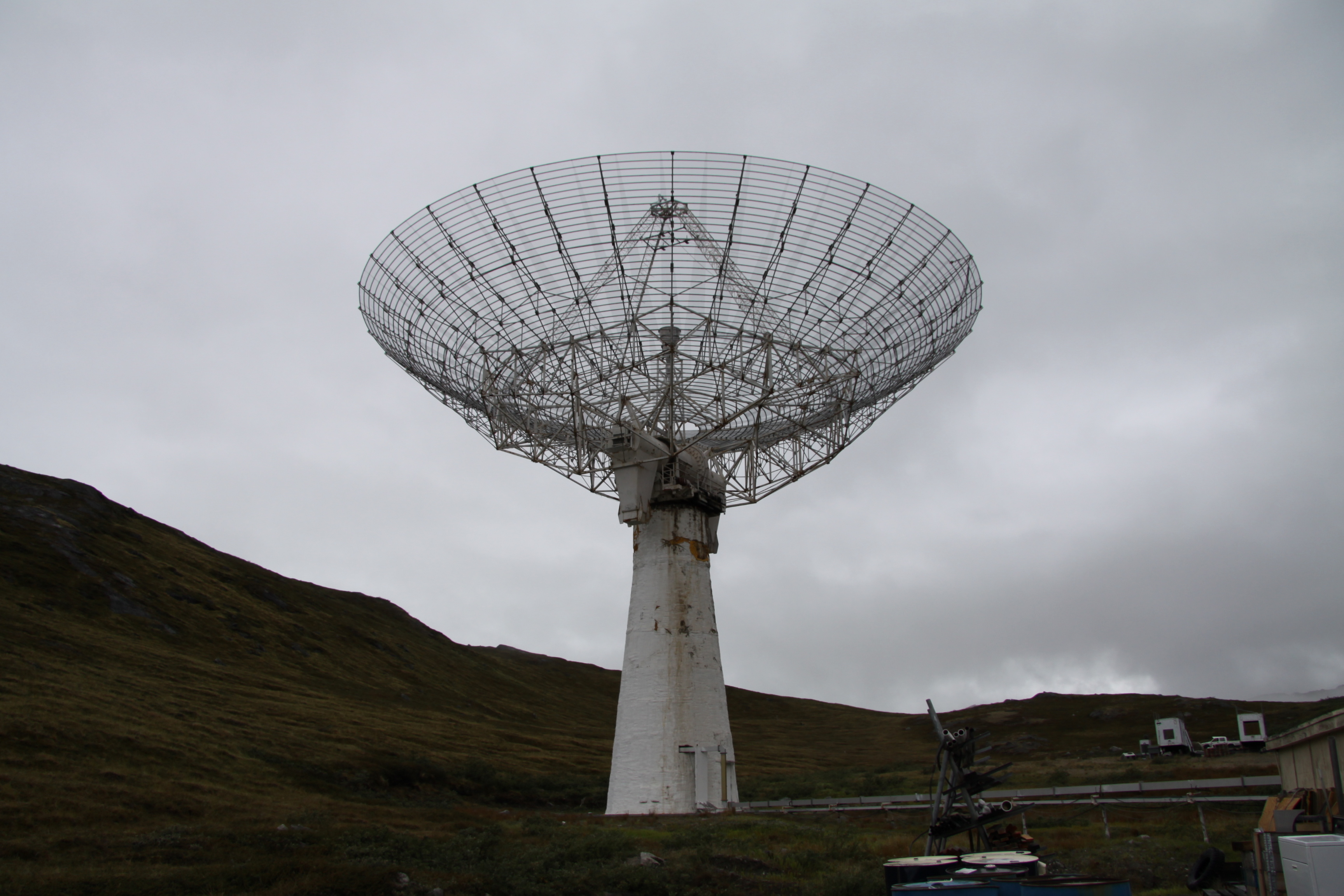
Kellyville Kangerlussuaq

Kellyville Kangerlussuaq (Kellyville, Sondrestrom Upper Atmospheric Research Facility eller Sondrestrom Incoherent Scatter Radar Facility) är en forskningsstation i närheten av Kangerlussuaq flygplats  i västra Grönland. Den drivs av Danmarks Meteorologiske Institut och SRI International, och används för studier av den övre atmosfären. 

Det främsta instrumentet är en radar i L-bandet (390 MHz - 1550 MHz). Antennen har en diameter på 32 meter. Radarn har tidigare varit uppställd i Los Angeles och Alaska. Sedan 1983 står den i Kangerlussuaq.